# Peter Dufaux
Peter Dufaux (Sint-Truiden, 8 januari 1967) is een voormalig Vlaams volksvertegenwoordiger.

## Levensloop
Dufaux werd assistent-lector arbeidswetgeving aan de Vrije Universiteit Brussel en was adviseur human ressources bij een Amerikaans chemisch bedrijf. Later werd hij advocaat en docent aan de Erasmushogeschool en de Provinciale Hogeschool Limburg en vrijwillig assistent bij de vakgroep sociaal recht aan de VUB.
Voor de SP en later de sp.a werd hij gemeenteraadslid van Sint-Truiden, waar hij van 2000 tot 2006 schepen was.
Eind september 1998 volgde hij Vlaams minister Steve Stevaert op als lid van het Vlaams Parlement voor de kieskring Hasselt-Tongeren-Maaseik. Hij bleef Vlaams volksvertegenwoordiger tot juni 1999.
Zijn vader Julien Dufaux was ook politiek actief.